# CLCA2
CLCA2‏ (Chloride channel accessory 2) هوَ بروتين يُشَفر بواسطة جين CLCA2 في الإنسان.